# فیلیپ للوش
فیلیپ لُلوش (فرانسوی: Philippe Lellouche‎؛ زادهٔ ۳۰ مارس ۱۹۶۶) هنرپیشه، کارگردان، فیلم‌نامه‌نویس، مجری تلویزیون اهل فرانسه است.
از فیلم‌ها یا برنامه‌های تلویزیونی که وی در آن نقش داشته‌است می‌توان به نارکو و مبلغان اشاره کرد.